# Giovanni Domenico da Nola
Giovanni Domenico da Nola, anche Nolla (Nola, 1510-20 circa – Napoli, maggio 1592), è stato un poeta e compositore italiano di musica rinascimentale.

## Biografia
Nacque nella città di Nola. Fu uno dei fondatori dell'Accademia dei Sereni nel 1546-47, dove conobbe Luigi Dentice e Giovanni Battista I d'Azzia, Marchese di Laterza, che era protettore di Orlando di Lasso. Nola fu nominato maestro di cappella alla SS Annunziata di Napoli il 1º febbraio 1563, ruolo che mantenne fino alla sua morte 29 anni dopo. Insegnò anche a cantare alle donne degli ospedali all'Annunziata e ai diaconi del seminario.
La prima pubblicazione di Nola, nel 1541, consisteva in due libri di Canzoni villanelle, contenenti 31 villanelle e 11 mascherate. Queste erano tenute in gran conto dai contemporanei di Nola; gli arrangiamenti di queste opere furono fatti da Lasso, Hubert Waelrant, Adrian Willaert, Baldassarre Donato, Perissone Cambio e Antonio Scandello. Sotto il profilo lirico queste opere sono spesso comiche e costruite su dialetti ed espressioni locali; musicalmente esse fanno abile uso dell'imitazione e di intenzionali quinte parallele.
Nola pubblicò un libro di madrigali nel 1545; delle 29 opere del libro, 22 sono adattamenti del Petrarca, inclusi un madrigale, sei canzoni e quindici sonetti. I lavori mostrano un equilibrio di tessiture imitative e omofoniche, e fanno un uso di alterazioni per aumentare la tensione musicale. Nola spesso usava lo stile delle note nere comune al suo tempo. Più tardi pubblicò un secondo libro di madrigali per cinque voci; altri due libri di madrigali sono andati perduti. Alcuni dei suoi poemi furono pubblicati senza musica.
L'intero corpus di Nola giunto fino a noi, fu edito da L. Cammarota e pubblicato nel 1973.
La sua figura risulta essere molto importante, dati i suoi diversi caratteri innovativi dei madrigali nelle alterazioni tonali, nella tecnica degli stretti, oltre alla purezza delle singole melodie insieme all'eleganza dell'impianto armonico.

## Opere

### Sacre
- Liber primus motectorum (Venezia, 1549, 5 voci) - incompleto
- Cantiones vulgo motecta appellatae (Venezia, 1575, 6 voci) - perduto

### Profane
- Canzoni villanelle (Venezia, 1541) - l'unica copia sopravvissuta è conservata in una biblioteca polacca
- Madrigali (Venezia, 1545, 4 voci)
- Il secondo libro de madrigali (Roma, 1564, 5 voci) - incompleta
- Il primo libro delle villanelle alla napolitana (Venezia, 1567, 3 e 4 voci)
- Il quarto libro di madrigali (5 e 6 voci) - perduto
- 5 Napolitane, tre intavolature per liuto
- 15 madrigali pubblicati o copiati altrove